# C Sharp
C# (произносится си шарп) — объектно-ориентированный язык программирования общего назначения. Разработан в 1998—2001 годах группой инженеров компании Microsoft под руководством Андерса Хейлсберга и Скотта Вильтаумота как язык разработки приложений для платформы Microsoft .NET Framework и .NET Core. Впоследствии был стандартизирован как ECMA-334 и ISO/IEC 23270.
C# относится к семье языков с C-подобным синтаксисом, из них его синтаксис наиболее близок к C++ и Java. Язык имеет статическую типизацию, поддерживает полиморфизм, перегрузку операторов (в том числе операторов явного и неявного приведения типа), делегаты, атрибуты, события, переменные, свойства, обобщённые типы и методы, итераторы, анонимные функции с поддержкой замыканий, LINQ, исключения, комментарии в формате XML.
Переняв многое от своих предшественников — языков C++, Delphi, Модула, Smalltalk и, в особенности, Java — С#, опираясь на практику их использования, исключает некоторые модели, зарекомендовавшие себя как проблематичные при разработке программных систем, например, C# в отличие от C++ не поддерживает множественное наследование классов (между тем допускается множественная реализация интерфейсов).

## Особенности языка
С# разрабатывался как язык программирования прикладного уровня для CLR и, как таковой, зависит, прежде всего, от возможностей самой CLR. Это касается, прежде всего, системы типов С#, которая отражает BCL. Присутствие или отсутствие тех или иных выразительных особенностей языка диктуется тем, может ли конкретная языковая особенность быть транслирована в соответствующие конструкции CLR. Так, с развитием CLR от версии 1.1 к 2.0 значительно обогатился и сам C#; подобного взаимодействия следует ожидать и в дальнейшем (однако, эта закономерность была нарушена с выходом C# 3.0, представляющего собой расширения языка, не опирающиеся на расширения платформы .NET). CLR предоставляет С#, как и всем другим .NET-ориентированным языкам, многие возможности, которых лишены «классические» языки программирования. Например, сборка мусора не реализована в самом C#, а производится CLR для программ, написанных на C#, точно так же, как это делается для программ на VB.NET, J# и др.

## Название языка

Нота До-диез

Название «Си шарп» (от англ. sharp — диез) происходит от буквенной музыкальной нотации, где латинской букве C соответствует нота До, а знак диез (англ. sharp) означает повышение соответствующего ноте звука на полутон, что аналогично названию языка C++, где «++» обозначает инкремент переменной. Название также является игрой с цепочкой C → C++ → C++++(C#), так как символ «#» можно представить состоящим из 4 знаков «+».
Из-за технических ограничений на отображение (стандартные шрифты, браузеры и т. д.), а также из-за того, что знак диеза ♯ не представлен на стандартной клавиатуре компьютера, при записи имени языка программирования используют знак решётки (#). Это соглашение отражено в Спецификации языка C# ECMA-334. Тем не менее, на практике (например, при размещении рекламы и коробочном дизайне), «Майкрософт» использует знак диеза.
Названия языков программирования не принято переводить, поэтому язык называют, используя транскрипцию, — «Си шарп».

## Стандартизация
C# стандартизирован в ECMA (ECMA-334) и ISO (ISO/IEC 23270).
Известно как минимум о трёх независимых реализациях C#, базирующихся на этой спецификации и находящихся в настоящее время на различных стадиях разработки:
- Mono, начата компанией Ximian, продолжена её покупателем и преемником Novell, а затем Xamarin.
- dotGNU и Portable.NET, разрабатываемые Free Software Foundation.

## Версии
На протяжении разработки языка C# было выпущено несколько его версий:
| Версия        | Спецификация языка | Спецификация языка               | Спецификация языка | Дата выхода   | Совместимые версии .NET                                                            | Совместимая версия Visual Studio |
| Версия        | ECMA               | ISO/IEC                          | Microsoft          | Дата выхода   | Совместимые версии .NET                                                            | Совместимая версия Visual Studio |
| ------------- | ------------------ | -------------------------------- | ------------------ | ------------- | ---------------------------------------------------------------------------------- | -------------------------------- |
| C# 1.0        | Декабрь 2002       | Апрель 2003 (недоступная ссылка) | Январь 2002        | Январь 2002   | .NET Framework 1.0                                                                 | Visual Studio .NET (2002)        |
| C# 1.1 C# 1.2 | Декабрь 2002       | Апрель 2003 (недоступная ссылка) | Октябрь 2003       | Апрель 2003   | .NET Framework 1.1                                                                 | Visual Studio .NET 2003          |
| C# 2.0        | Июнь 2006          | Сентябрь 2006                    | Сентябрь 2005      | Ноябрь 2005   | .NET Framework 2.0 .NET Framework 3.0                                              | Visual Studio 2005               |
| C# 3.0        | Отсутствует        | Отсутствует                      | Август 2007        | Ноябрь 2007   | .NET Framework 2.0 (кроме LINQ) .NET Framework 3.0 (кроме LINQ) .NET Framework 3.5 | Visual Studio 2008               |
| C# 4.0        | Отсутствует        | Отсутствует                      | Апрель 2010        | Апрель 2010   | .NET Framework 4.0                                                                 | Visual Studio 2010               |
| C# 5.0        | Декабрь 2017       | Декабрь 2018                     | Июнь 2013          | Август 2012   | .NET Framework 4.5                                                                 | Visual Studio 2012               |
| C# 6.0        | Июнь 2022          | Отсутствует                      | Июль 2015          | Июль 2015     | .NET Framework 4.6 .NET Core 1.0 .NET Core 1.1                                     | Visual Studio 2015               |
| C# 7.0        | Декабрь 2023       | Сентябрь 2023                    | Март 2017          | Март 2017     | .NET Framework 4.6.2 .NET Framework 4.7                                            | Visual Studio 2017 15.0          |
| C# 7.1        | Отсутствует        | Отсутствует                      | Август 2017        | Август 2017   | .NET Core 2.0                                                                      | Visual Studio 2017 15.3          |
| C# 7.2        | Отсутствует        | Отсутствует                      | Ноябрь 2017        | Ноябрь 2017   |                                                                                    | Visual Studio 2017 15.5          |
| C# 7.3        | Отсутствует        | Отсутствует                      | Май 2018           | Май 2018      | .NET Core 2.1 .NET Core 2.2 .NET Framework 4.8                                     | Visual Studio 2017 15.7          |
| C# 8.0        | Отсутствует        | Отсутствует                      | Сентябрь 2019      | Сентябрь 2019 | .NET Core 3.0 .NET Core 3.1 .NET Framework 4.8                                     | Visual Studio 2019 16.3          |
| C# 9.0        | Отсутствует        | Отсутствует                      | Сентябрь 2020      | Сентябрь 2020 | .NET 5.0                                                                           | Visual Studio 2019 16.8          |
| C# 10.0       | Отсутствует        | Отсутствует                      | Июль 2021          | Июль 2021     | .NET 6.0                                                                           | Visual Studio 2022 17.0          |
| C# 11.0       | Отсутствует        | Отсутствует                      | Ноябрь 2022        | Ноябрь 2022   | .NET 7.0                                                                           | Visual Studio 2022 17.4          |
| C# 12.0       | Отсутствует        | Отсутствует                      | Ноябрь 2023        | Ноябрь 2023   | .NET 8.0                                                                           | Visual Studio 2022 17.8          |

| Версия  | Нововведения |
| ------- | --- |
| C# 2.0  | - Частичные типы - Обобщённые типы (generics) - Итераторы и ключевое слово yield - Анонимные методы - Оператор null-объединения - Nullable-типы |
| C# 3.0  | - Запросы, интегрированные в язык (LINQ) - Инициализаторы объектов и коллекций - Лямбда-выражения - Деревья выражений - Неявная типизация и ключевое слово var - Анонимные типы - Методы расширения - Автоматические свойства |
| C# 4.0  | - Динамическое связывание и ключевое слово dynamic - Именованные и опциональные аргументы - Обобщенная ковариантность и контрвариантность - Библиотека TPL, концепция задач и классы Task, Parallel - Класс MemoryCache - Классы параллельных коллекций |
| C# 5.0  | - Шаблон TAP - Асинхронные методы async и await - Сведения о вызывающем объекте |
| C# 6.0  | - Компилятор как сервис - Импорт членов статических типов в пространство имён - Фильтры исключений - await в блоках catch/finally - Инициализаторы автосвойств - Автосвойства только для чтения - null-условные операции (?. и ?[]) - Интерполяция строк - Оператор nameof - Инициализатор словаря - Функции сжатые до выражений |
| C# 7.0  | - out-переменные - Сопоставление с шаблоном - Шаблоны с is - Шаблоны и выражение switch - Кортежи - Распаковка кортежей (деконструкторы) - Локальные функции - Улучшения литералов - Локальные переменные и возвращаемые значения по ссылке - Расширение списка типов, возвращаемых асинхронными методами - Больше членов класса в виде выражений - throw выражения |
| C# 8.0  | - Члены только для чтения - Члены интерфейса по умолчанию - Улучшения сопоставления шаблонов - Объявления using - Статические локальные функции - Удаляемые ссылочные структуры - Ссылочные типы, допускающие значение NULL - Асинхронные потоки - Индексы и диапазоны - Присваивание объединения со значением NULL - Неуправляемые сконструированные типы - Выражения stackalloc во вложенных выражениях - Больше членов класса в виде выражений - Улучшения интерполированных строк |
| C# 9.0  | - Оператор объединения с null (??) - Пустые параметры для лямбда-выражений - Native Int: nint, nuint - Дизъюнктное объединение - Добавлено with-выражения - новый модификатор initonly |
| C# 10.0 | - Добавление role="alert" атрибуты сообщений - ОбновленияCounter компонент для добавления role="status" - Замена ul в NavBar компонент для nav - Новое название кнопки переключенияNavBar - Переход к использованию более семантической разметки |
| C# 11.0 | - Необработанные строковые литералы - Поддержка универсальной математики - Универсальные атрибуты - Строковые литералы UTF-8 - Новые строки в выражениях интерполяции строк - Шаблоны списка - Локальные типы файлов - Обязательные элементы - Автоматические структуры по умолчанию - Сопоставление Span<char> шаблонов для константы string - Расширенные nameof область - Числовой intPtr - ref поля и scoped ref - Улучшенное преобразование групп методов для делегирования.     |

### Версия 1.0
Проект C# был начат в декабре 1998 и получил кодовое название COOL (C-style Object Oriented Language). Версия 1.0 была анонсирована вместе с платформой .NET в июне 2000 года, тогда же появилась и первая общедоступная бета-версия; C# 1.0 окончательно вышел вместе с Microsoft Visual Studio .NET в феврале 2002 года.
Первая версия C# напоминала по своим возможностям Java 1.4, несколько их расширяя: так, в C# имелись свойства (выглядящие в коде как поля объекта, но на деле вызывающие при обращении к ним методы класса), индексаторы (подобные свойствам, но принимающие параметр как индекс массива), события, делегаты, циклы foreach, структуры, передаваемые по значению, автоматическое преобразование встроенных типов в объекты при необходимости (boxing), атрибуты, встроенные средства взаимодействия с неуправляемым кодом (DLL, COM) и прочее.
Кроме того, в C# решено было перенести некоторые возможности C++, отсутствовавшие в Java: беззнаковые типы, перегрузку операторов (с некоторыми ограничениями, в отличие от C++), передача параметров в метод по ссылке, методы с переменным числом параметров, оператор goto (с ограничениями). Также в C# оставили ограниченную возможность работы с указателями — в местах кода, специально обозначенных словом unsafe и при указании специальной опции компилятору.

### Версия 2.0
Проект спецификации C# 2.0 впервые был опубликован Microsoft в октябре 2003 года; в 2004 году выходили бета-версии (проект с кодовым названием Whidbey), C# 2.0 окончательно вышел 7 ноября 2005 года вместе с Visual Studio 2005 и .NET 2.0.
Новые возможности в версии 2.0
- Частичные типы (разделение реализации класса более чем на один файл).
- Обобщённые, или параметризованные типы (generics). В отличие от шаблонов C++, они поддерживают некоторые дополнительные возможности и работают на уровне виртуальной машины. Вместе с тем, параметрами обобщённого типа не могут быть выражения, они не могут быть полностью или частично специализированы, не поддерживают шаблонных параметров по умолчанию, от шаблонного параметра нельзя наследоваться, и т. д.[18]
- Новая форма итератора, позволяющая создавать сопрограммы с помощью ключевого слова yield, подобно Python и Ruby.
- Анонимные методы, обеспечивающие функциональность замыкания.
- Оператор null-объединения: '??': return obj1 ?? obj2; означает (в нотации C# 1.0) return obj1!=null ? obj1 : obj2;.
- Обнуляемые (nullable) типы — значения (обозначаемые вопросительным знаком, например, int? i = null;), представляющие собой те же самые типы-значения, способные принимать также значение null. Такие типы позволяют улучшить взаимодействие с базами данных через язык SQL.
- Возможность создавать хранимые процедуры, триггеры и даже типы данных на .Net языках (в том числе и на C#).
- Поддержка 64-разрядных вычислений, что кроме всего прочего, позволяет увеличить адресное пространство и использовать 64-разрядные примитивные типы данных.

### Версия 3.0
В июне 2004 года Андерс Хейлсберг впервые рассказал на сайте Microsoft о планируемых расширениях языка в C#3.0. В сентябре 2005 года вышли проект спецификации C# 3.0 и бета-версия C# 3.0, устанавливаемая в виде дополнения к существующим Visual Studio 2005 и .NET 2.0. Окончательно эта версия языка вошла в Visual Studio 2008 и .NET 3.5.
Новые возможности в версии 3.0
В C# 3.0 появились следующие радикальные добавления к языку:
- ключевые слова select, from, where, позволяющие делать запросы из XML документов, коллекций и т. п. Эти запросы имеют сходство с запросами SQL и реализуются компонентом LINQ. (Сама фраза «language integrated query» переводится «запрос, интегрированный в язык».)
- Инициализация объекта вместе с его свойствами:

Customer c = new Customer(); c.Name = "James"; c.Age=30;

можно записать как
Customer c = new Customer { Name = "James", Age = 30 };

- Лямбда-выражения:

listOfFoo.Where(delegate(Foo x) { return x.size > 10; });

теперь можно записать как
listOfFoo.Where(x => x.size > 10);

- Деревья выражений:

лямбда-выражения теперь могут представляться в виде структуры данных, доступной для обхода во время выполнения, тем самым позволяя транслировать строго типизированные C#-выражения в другие домены (например, выражения SQL).
- Неявная типизация: Вывод типов локальной переменной. Для неявной типизации вместо названия типа данных используется ключевое слово var. Затем уже при компиляции компилятор сам выводит тип данных исходя из присвоенного значения:var x = "hello"; вместо string x = "hello";
- Анонимные типы: var x = new { Name = "James" };
- Методы расширения. Появилась возможность добавления новых методов в уже существующие классы. Реализуется с помощью ключевого слова this при первом параметре статической функции статического класса.

```
public
 
static
 
class
 
StringExtensions

{

  
public
 
static
 
int
 
ToInt32
(
this
 
string
 
val
)

  
{

    
return
 
Int32
.
Parse
(
val
);

  
}

}

// ...

string
 
s
 
=
 
"10"
;

int
 
x
 
=
 
s
.
ToInt32
();

```

- Автоматические свойства: компилятор сгенерирует закрытое (private) поле и соответствующие аксессор и мутатор для кода вида

```
public
 
string
 
Name
 
{
 
get
;
 
private
 
set
;
 
}

```

C# 3.0 совместим с C# 2.0 по генерируемому MSIL-коду; улучшения в языке — чисто синтаксические и реализуются на этапе компиляции. Например, многие из интегрированных запросов LINQ можно осуществить, используя безымянные делегаты в сочетании с предикатными методами над контейнерами наподобие List.FindAll и List.RemoveAll.

### Версия 4.0
Превью C# 4.0 было представлено в конце 2008 года, вместе с CTP-версией Visual Studio 2010.
Visual Basic 10.0 и C# 4.0 были выпущены в апреле 2010 года, одновременно с выпуском Visual Studio 2010.
Новые возможности в версии 4.0
- Возможность использования позднего связывания, для использования:
  - с языками с динамической типизацией (Python, Ruby)
  - с COM-объектами
  - отражения (reflection)
  - объектов с изменяемой структурой (DOM). Появляется ключевое слово dynamic.
- Именованные и опциональные параметры
- Новые возможности COM interop
- Ковариантность и контравариантность обобщенных интерфейсов и делегатов
- Контракты в коде (Code Contracts)
- Библиотека параллельных задач TPL (Task Parallel Library), концепция задач и классы Task, TaskFactory, Parallel
- Добавлен класс MemoryCache, который предназначен для кэширования контента. Он похож на класс Cache ASP.NET, но его можно использовать при написании веб- / графических / консольных приложений.
- Добавлено пространство имен System.Collections.Concurrent и новые классы параллельных коллекций (ConcurrentQueue, ConcurrentStack, ConcurrentBag,…), которые предоставляют не только большую эффективность, но и более полную потокобезопасность.

Примеры:
```
dynamic
 
calc
 
=
 
GetCalculator
();

int
 
sum
 
=
 
calc
.
Add
(
10
,
 
20
);
 
// Динамический вызов

```

```
public
 
void
 
SomeMethod
(
int
 
x
,
 
int
 
y
 
=
 
5
,
 
int
 
z
 
=
 
7
);
 
// Опциональные параметры

```

### Версия 5.0
Новые возможности в версии 5.0
- Шаблон TAP (Task-based Asynchronous Pattern). TAP использует один метод для представления инициализации и завершения асинхронной операции.
- Асинхронные методы (async и await) — как реализация шаблона TAP.
- Сведения о вызывающем объекте

### Версия 6.0
Новые возможности в версии 6.0
- null-условные операторы. Добавлены новые операторы: ?. и ?[]:

```
int?
 
length
 
=
 
customers
?.
Length
;
 
// null if customers is null

Customer
 
first
 
=
 
customers
?
[
0
];
  
// null if customers is null

```

- Функции сжатые до выражений (expression-bodied functions). Теперь определение метода может быть задано с использованием лямбда-синтаксиса:

```
public
 
Point
 
Move
(
int
 
dx
,
 
int
 
dy
)
 
=>
 
new
 
Point
(
x
 
+
 
dx
,
 
y
 
+
 
dy
);

```

- Инициализаторы автосвойств. Автосвойства теперь можно инициализировать при объявлении:

```
public
 
string
 
First
 
{
 
get
;
 
set
;
 
}
 
=
 
"Jane"
;

```

- Автосвойства только для чтения. Автосвойства теперь могут быть объявлены без сеттеров:

```
public
 
string
 
First
 
{
 
get
;
 
}
 
=
 
"Jane"
;

```

- Инициализаторы индексов. Теперь можно инициализировать не только объекты и коллекции, но и словари:

```
var
 
numbers
 
=
 
new
 
Dictionary
<
int
,
 
string
>
 
{

    
[7]
 
=
 
"seven"
,

    
[9]
 
=
 
"nine"
,

    
[13]
 
=
 
"thirteen"

};

```

- Интерполяция строк. Вместо использования конструкций с String.Format(), например:

```
var
 
s
 
=
 
String
.
Format
(
"{0} is {1} year{{s}} old"
,
 
p
.
Name
,
 
p
.
Age
);

```

теперь можно размещать код прямо в строке:
```
var
 
s
 
=
 
$"{p.Name} is {p.Age} year{{s}} old"
;

```

- Фильтры исключений. Появилась возможность задавать условия для блоков catch:

```
try
 
{
 
…
 
}
 
catch
 
(
Exception
 
e
)
 
when
 
(
Log
(
e
))
 
{
 
…
 
}

```

- Импорт статических функций типов. Теперь доступ к статическим членам типов возможен без указания полного имени этих членов:

```
using
 
static
 
System
.
Console
;

using
 
static
 
System
.
Math
;

class
 
Program

{

    
static
 
void
 
Main
()

    
{

        
WriteLine
(
Sqrt
(
3
*
3
 
+
 
4
*
4
));
 

    
}

}

```

- Оператор nameof. Новый оператор, который возвращает компактное строковое представление для переданного в качестве аргумента типа:

```
WriteLine
(
nameof
(
person
.
Address
.
ZipCode
));
 
// prints "ZipCode"

```

- Для асинхронного программирования была добавлена возможность использования операторов await внутри блоков catch и finally:

```
Resource
 
res
 
=
 
null
;

try

{

    
res
 
=
 
await
 
Resource
.
OpenAsync
(
…
);
       
// You could do this.

}
 

catch
(
ResourceException
 
e
)

{

    
await
 
Resource
.
LogAsync
(
res
,
 
e
);
         
// Now you can do this …

}

finally

{

    
if
 
(
res
 
!=
 
null
)
 
await
 
res
.
CloseAsync
();
 
// … and this.

}

```

### Версия 7.0
Новые возможности в версии 7.0
- out-переменные, которые позволяют объявить переменные сразу в вызове метода (причем областью видимости для таких переменных является внешний блок):

```
p
.
GetCoordinates
(
out
 
int
 
x
,
 
out
 
int
 
y
);

```

- Сопоставление с шаблоном. Вводится понятие шаблона (pattern), который представляет собой синтаксическую конструкцию, позволяющую проверить соответствие переменной определённой форме и извлечь из неё информацию.
- Шаблоны с is (is теперь может использоваться не только с типом, но и с шаблоном — в качестве правого аргумента)
- Шаблоны и выражение switch. Варианты использования switch были расширены, теперь можно:
  - использовать любые типы (не только примитивные);
  - использовать шаблоны в выражениях case;
  - добавлять дополнительные условия к выражениям case (используя ключевое слово when).
- Кортежи. Добавлен тип кортеж значений (структура ValueTuple) и синтаксис работы с данными этого типа:

```
(
string
,
 
string
,
 
string
)
 
LookupName
(
long
 
id
)
 
// возвращаемый тип - кортеж

{

    
...
 
// инициализируем данные

    
return
 
(
first
,
 
middle
,
 
last
);
 
// литерал кортежа

}

```

- Распаковка кортежей. Была добавлена новая синтаксическая конструкция деконструктор, позволяющая извлечь кортеж, состоящий из членов класса.
- Локальные функции. Теперь функцию, которая используется только в теле какого-либо метода, можно объявить прямо в теле этого метода.
- Улучшения литералов. Были добавлены бинарные литералы и символ разделителя (_) в числовых литералах.
- Локальные переменные и возвращаемые значения по ссылке. Расширена функциональность ключевого слова ref. Теперь можно возвратить данные из метода или сохранить их в локальной переменной по ссылке.
- Расширение списка типов, возвращаемых асинхронными методами
- Больше членов класса в виде выражений. Синтаксис функций, сжатых до выражений (expression-bodied functions), теперь применим для сеттеров, геттеров, конструкторов и деструкторов.
- throw-выражения. Теперь можно использовать throw в функциях, сжатых до выражений (expression-bodied functions):

```
public
 
string
 
GetLastName
()
 
=>
 
throw
 
new
 
NotImplementedException
();

```

### Версия 8.0
Новые возможности в версии 8.0
- Модификатор readonly. Был создан для обозначения члена, который не изменит состояние.
- Методы интерфейсов по умолчанию. Теперь при создании метода интерфейса можно объявить его реализацию по умолчанию, которую можно переопределить в классе, который реализует этот интерфейс.
- Сопоставление шаблонов. Возможность позволяет работать с шаблонами в зависимости от формата в связанных, но различных типах данных.
  - Рекурсивные шаблоны. Является выражением шаблона, которое применяется к результатам другого выражения шаблона.
  - Выражения switch позволяют сократить количество case и break, а также фигурных скобок.public enum Rainbow
{
    Red,
    Orange,
    Yellow,
    Green,
    Blue,
    Indigo,
    Violet
}

public static RGBColor FromRainbow(Rainbow colorBand) =>
    colorBand switch
    {
        Rainbow.Red    => new RGBColor(0xFF, 0x00, 0x00),
        Rainbow.Orange => new RGBColor(0xFF, 0x7F, 0x00),
        Rainbow.Yellow => new RGBColor(0xFF, 0xFF, 0x00),
        Rainbow.Green  => new RGBColor(0x00, 0xFF, 0x00),
        Rainbow.Blue   => new RGBColor(0x00, 0x00, 0xFF),
        Rainbow.Indigo => new RGBColor(0x4B, 0x00, 0x82),
        Rainbow.Violet => new RGBColor(0x94, 0x00, 0xD3),
        _              => throw new ArgumentException(message: "invalid enum value", paramName: nameof(colorBand)),
    };

  - Шаблоны свойств. Позволяет сопоставлять свойства исследуемого объекта с помощью { variable : value } => ... .
  - Шаблоны кортежей. Используется, если нужно работать с несколькими наборами входных данных. (value1, value2,..) => ...
- Объявление using. Это объявление переменной, которому предшествует ключевое слово using. Оно сообщает компилятору, что объявляемая переменная должна быть удалена в конце области видимости.
- Статический локальный метод. Теперь можно убедиться в том, что метод не охватывает какие-либо переменные из области видимости с помощью добавления к нему модификатора static.
- Удаляемые ссылочные структуры. Ссылочные структуры не могут реализовать IDisposable (как и любые другие интерфейсы). Поэтому чтобы удалить ref struct, необходим доступный void Dispose().
- Типы значений, допускающие значение null. Теперь, чтобы указать, что переменная типа значений допускает значение null, необходимо поставить к имени типа ?
- Асинхронные потоки. Это во-первых интерфейс IAsyncEnumerable<T>. А во-вторых конструкция foreach с await.public static async System.Collections.Generic.IAsyncEnumerable<int> GenerateSequence()
{
    for (int i = 0; i < 20; i++)
    {
        await Task.Delay(100);
        yield return i;
    }
}
// or
await foreach (var number in GenerateSequence())
{
    Console.WriteLine(number);
}
- Асинхронные высвобождаемые типы. Начиная с C# 8.0 язык поддерживает асинхронные освобождаемые типы, реализующие интерфейс System.IAsyncDisposable. Операнд выражения using может реализовывать IDisposable или IAsyncDisposable. В случае IAsyncDisposable компилятор создает код для await, возвращенного Task из IAsyncDisposable.DisposeAsync.
- Индексы и диапазоны. Диапазоны и индексы обеспечивают лаконичный синтаксис для доступа к отдельным элементам или диапазонам в последовательности. Нововведение включает в себя операторы ^ и .. , а также System.Index и System.Range
- Оператор присваивания объединения с null. Оператор ??= можно использовать для присваивания значения правого операнда левому операнду только в том случае, если левый операнд имеет значение null.List<int> numbers = null;
int? i = null;

numbers ??= new List<int>();
numbers.Add(i ??= 17);
numbers.Add(i ??= 20);

Console.WriteLine(string.Join(" ", numbers));  // output: 17 17
Console.WriteLine(i);  // output: 17
- Неуправляемые сконструированные типы. Начиная с C# 8.0, сконструированный тип значения является неуправляемым, если он содержит поля исключительно неуправляемых типов (например универсальный тип <T>).
- Выражение stackalloc во вложенных выражениях. Теперь если результат выражения stackalloc имеет тип System.Span<T> или System.ReadOnlySpan<T>, то его можно использовать в других выражениях.Span<int> numbers = stackalloc[] { 1, 2, 3, 4, 5, 6 };
var ind = numbers.IndexOfAny(stackalloc[] { 2, 4, 6, 8 });
Console.WriteLine(ind);  // output: 1
- Порядок маркеров $ и @ в интерполированных строках verbatim теперь может быть любым.

### Версия 9.0
Новые возможности в версии 9.0
- Типы записей. Появилась возможность при помощи ключевого слова record для определения ссылочного типа, предоставляющего функционал инкапсуляции данных. public record Person(string FirstName, string LastName);
 По умолчанию типы записей является неизменяемыми. В отличие от других ссылочных типов, переменные типов записей считаются равными, если равны типы и значения их свойств и полей.
  - Обратимые изменения. Для заданного экземпляра записи при помощи ключевого слова with возможно создание копии с изменёнными значениями указанных свойств и полей.
  - Запись может быть унаследована от записи. Однако запись не может быть унаследована от класса, и наоборот, класс не может быть унаследован от записи.
- Инициализаторы. C# 9.0 предоставляет синтаксис — ключевое слово init — для задания значений свойств класса при инициализации. public class Person
{
    public string FirstName { get; init; }
    public string LastName { get; init; }
};
- Операторы верхнего уровня. Один файл в приложении допускается начать сразу с исполняемых строк кода, минуя ряд таких формальностей, как объявление пространств имён, классов, методов. Такие операторы эквивалентны операторам метода Main.
- Улучшения сопоставлений шаблонов.
  - Шаблоны типов — соответствуют объекту заданного типа.
  - Логические шаблоны — входные данные должны соответствовать заданной логической операции (and, or, not).
  - Реляционные шаблоны — входные данные должны соответствовать заданной операции сравнения (больше, меньше, равно, больше или равно, меньше или равно) с константой.
- Улучшения производительности.
- Допускается опустить тип создаваемого объекта в выражении new, если он известен заранее private List<Person> persons = new();
- Поддержка статических лямбда-выражений и статических анонимных методов. Как и статические локальные функции, они не могут захватывать нестатические локальные переменные и состояния экземпляра.
- Поддержка применения атрибутов к локальным функциям.

### Версия 10.0
Новые возможности в версии 10.0
- Глобальные импорты. С помощью ключевого слова global появилась возможность определить пространства имён, которые будут импортированы глобально во всех файлах проекта. global using System;
global using System.Collections.Generic;
- Файловая область видимости пространства имён. Объявление пространства имён может быть применено ко всему файлу, что уменьшает уровень отступов в коде. namespace MyNamespace;
- Усовершенствованные структуры. Добавлены улучшения в работу со структурами, в том числе возможность инициализации полей непосредственно в теле структуры и поддержка параметров по умолчанию. public struct Point
{
    public int X { get; set; } = 0;
    public int Y { get; set; } = 0;
}
- Запечатанные интерфейсы. Интерфейсы могут быть объявлены как sealed, что предотвращает их реализацию другими интерфейсами. public sealed interface IMyInterface { }
- Усовершенствованные операторы и литералы. Поддержка with-оператора для структурных типов, улучшенные string-интерполяции и другие синтаксические улучшения.
- Улучшенное сопоставление шаблонов. Добавлены новые возможности для сопоставления шаблонов, включая шаблоны списков и возможность использования шаблонов в операторах switch и if. int[] numbers = { 1, 2, 3, 4, 5 };
bool isThreeElementArray = numbers is [_, _, _];
- Поддержка записи структуры и членов записи. Улучшена производительность при использовании структурных типов с поддержкой записи. public record struct Point(int X, int Y);
- Усовершенствованные атрибуты. Возможность применения атрибутов к более широкому кругу элементов, таких как локальные функции и выражения. [MyCustom]
void LocalFunction() { }
- Лямбда-выражения. Поддержка более мощных и гибких лямбда-выражений, включая использование типов возврата и деструктуризацию. var increment = (int x) => x + 1;
- Усовершенствованные async/await. Улучшена работа с асинхронными методами, включая более эффективное управление памятью и потоками.

### Версия 11.0
Новые возможности в версии 11.0
- Статические виртуальные элементы в интерфейсах. Интерфейсы теперь могут включать статические виртуальные и абстрактные члены, что позволяет перегружать операторы и определять статические свойства и методы. Это упрощает реализацию универсальных математических операций. public interface IMyInterface<TSelf, TOther, TResult> 
    where TSelf : IMyInterface<TSelf, TOther, TResult> 
{ 
    static abstract TResult operator +(TSelf left, TOther right); 
}

- Проверяемые и непроверяемые операторы. Разработчики могут определять checked и unchecked арифметические операторы, что позволяет компилятору вызывать правильный вариант на основе контекста. public static checked int operator +(MyType left, MyType right)
{
    left.Value + right.Value; 
}

- Оператор unsigned right-shift. Введен новый оператор >>>, который выполняет сдвиг вправо без знака, упрощая работу с целочисленными типами. int result = -8 >>> 2;

- Ослабленные требования к операторам смены. Второй операнд оператора сдвига больше не обязан быть типа int, что делает использование универсальных математических интерфейсов более гибким. MyType value = new MyType();
value >>= 3;

- Поддержка универсальной математики. Новые интерфейсы, такие как System.IAdditionOperators<TSelf, TOther, TResult>, позволяют типам реализовывать математические операции более последовательно и удобно. public struct MyNumber : IAdditionOperators<MyNumber, MyNumber, MyNumber> 
{ 
    public static MyNumber operator +(MyNumber left, MyNumber right)
    {
        new MyNumber(left.Value + right.Value);
    }
}

- Расширенные возможности инициализации типов. Теперь можно задавать значения полей прямо в теле структуры и использовать параметры по умолчанию. public struct Point 
{ 
    public int X { get; set; } = 0; 
    public int Y { get; set; } = 0; 
}

### Версия 12.0
Новые возможности в версии 12.0
- Статические абстрактные и виртуальные методы в интерфейсах. Интерфейсы теперь могут содержать статические абстрактные и виртуальные методы, что позволяет определять поведение для универсальных математических операций. public interface IMyInterface<TSelf, TOther, TResult> 
    where TSelf : IMyInterface<TSelf, TOther, TResult> 
{ 
    static abstract TResult operator +(TSelf left, TOther right); 
    static virtual TResult Add(TSelf left, TOther right) 
    {
        return left + right;
    }
}

- Поддержка коллекций с неизменяемыми элементами. Введена новая коллекция ImmutableArray, которая обеспечивает неизменяемость элементов и повышение производительности. var immutableArray = ImmutableArray.Create(1, 2, 3, 4);

- Улучшенные структуры данных. В C# 12 введены новые типы данных, такие как readonly struct и ref readonly struct, для оптимизации работы с памятью. public readonly struct Point 
{ 
    public int X { get; } 
    public int Y { get; }

    public Point(int x, int y) 
    {
        X = x;
        Y = y;
    }
}

- Расширенные возможности для типов записи. Теперь записи поддерживают наследование и могут содержать методы с телами. public record Person(string Name) 
{ 
    public virtual string GetName() => Name;
}

public record Employee(string Name, int EmployeeId) : Person(Name) 
{ 
    public override string GetName() => $"{Name} (ID: {EmployeeId})";
}

- Поддержка типов с произвольным количеством параметров. Введены новые методы для работы с переменным числом параметров, упрощая использование таких типов в коде. public void PrintValues(params int[] values) 
{ 
    foreach (var value in values) 
    {
        Console.WriteLine(value);
    }
}

PrintValues(1, 2, 3, 4);

- Расширенные возможности компилятора. В C# 12 компилятор получил новые возможности для оптимизации и проверки кода, включая улучшенную поддержку анализаторов и генераторов исходного кода.

## Пример «Hello, World!»
Ниже представлен код классической программы «Hello world» на C# для консольного приложения:
```
Console
.
WriteLine
(
"Hello World!"
);

```

и код этой же программы для приложения Windows Forms:
```
namespace
 
WindowsForms
;

public
 
class
 
Program

{

    
[STAThread]

    
public
 
static
 
void
 
Main
()
 
=>
 
new
 
DemoForm
().
ShowDialog
();

}

public
 
class
 
DemoForm
 
:
 
Form

{

    
Label
 
label
 
=
 
new
 
Label
();

    
public
 
DemoForm
()

    
{

        
label
.
Text
 
=
 
"Hello World!"
;

        
this
.
Controls
.
Add
(
label
);

        
this
.
StartPosition
 
=
 
FormStartPosition
.
CenterScreen
;

        
this
.
BackColor
 
=
 
Color
.
White
;

        
this
.
FormBorderStyle
 
=
 
FormBorderStyle
.
Fixed3D
;

    
}

}

```

## Реализации
Существует несколько реализаций C#:
- Компилятор Roslyn c открытым исходным кодом
- Реализация C# в виде компилятора csc.exe включена в состав .NET Framework (включая .NET Micro Framework, .NET Compact Framework и его реализации под Silverlight и Windows Phone 7).
- В составе проекта Rotor (Shared Source Common Language Infrastructure) компании Microsoft.
- Проект Mono включает в себя реализацию C# с открытым исходным кодом.
- Проект DotGNU также включает компилятор C# с открытым кодом.
- DotNetAnywhere[26] — ориентированная на встраиваемые системы реализация CLR, поддерживает практически всю спецификацию C# 2.0.